# 안드레 알메이다
안드레 고메스 마갈량이스 드 알메이다(André Gomes Magalhães de Almeida, 1990년 9월 10일, 리스본 ~)는 포르투갈의 프로 축구 선수로, 현재 벤피카와 포르투갈 국가대표팀에서 미드필더로 활약하고 있으며, 풀백으로도 활약 가능하다.

## 클럽 경력

### 벨레넨스스
리스본의 3개의 다른 유소년 클럽에서 뛴 후, 알메이다가 거친 마지막 유소년팀은 벨레넨스스였다. 그는 2009년 1월 11일, 0-1로 패한 히우 아브전에서 1부 리그 데뷔전을 치러 1분을 뛰었고, 첫 1군 시즌을 20경기 출전, 1골로 마쳤으나, 클럽은 시즌 후 강등당했다.
알메이다는 2010-11 시즌에 18경기에 나와 2골을 나왔으나, 벨레넨스스는 2부 리그 13위에 그쳤다.

### 벤피카
2011년 여름, 알메이다는 벤피카로 이적한 뒤, 즉시 다른 1부 리그 클럽인 레이리아로 임대되었다. 그러나, 12월, 그는 원소속 팀으로 복귀하였고, 산타 클라라와의 타사 다 리가 홈경기에 풀타임 출전해 2-0 승리를 거둔 경기를 포함해 시즌 말까지 4번의 공식 경기를 출전했고, 적색 군단 (Os Encarnados) 은 이 대회에서 4연패를 달성했다.
2012-13 시즌, 알메이다는 세군다리가에 속한 벤피카 B의 경기 출전으로 시작했다. 그러나, 하비 가르시아와 악셀 비첼이 이적시장을 통해 막판에 떠남에 따라, 그는 1군 주전으로 차출되기 시작하여 막시 페레이라의 라이트백 백업으로나 중앙 미드필더로 배치되었다.
2012년 9월 19일, 알메이다는 0-0으로 비긴 셀틱전에서 UEFA 챔피언스리그 첫 경기를 치렀다. 그는 양팀간의 리턴 매치인 5라운드 경기에도 출전하였고, 팀은 홈에서 2-1로 이겼다. 두 경기 모두, 그는 선발로 나와 우측 수비를 맡았다.

## 국가대표팀 경력
알메이다는 포르투갈의 모든 연령대 청소년 국가대표팀을 통틀어 30번의 경기에 출전했고, 이 중 17번은 U-21 국가대표팀으로 출전했다. 그는 2013년 10월 11일, 1-1로 비긴 이스라엘과의 2014년 FIFA 월드컵 예선전 홈경기에서 라이트 백으로 90분 풀타임을 나와 데뷔전을 치렀다.
2014년 5월 19일, 알메이다는 파울루 벤투 감독에 의해 브라질에서 열릴 본선의 23인 최종 엔트리에 포함되었다. 그는 6월 16일, 0-4로 패한 독일과의 경기에서 부상당한 파비우 코엔트랑과 후반에 교체 투입되며 대회 첫 경기를 치렀다.

## 경력 통계

### 클럽
2014년 9월 27일
| 클럽       | 시즌      | 리그 | 리그 | 컵   | 컵 | 리그컵 | 리그컵 | 유럽 | 유럽 | 합계 | 합계 |
| 클럽       | 시즌      | 출장 | 골   | 출장 | 골 | 출장   | 골     | 출장 | 골   | 출장 | 골   |
| ---------- | --------- | ---- | ---- | ---- | -- | ------ | ------ | ---- | ---- | ---- | ---- |
| 벨레넨스스 | 2008–09   | 4    | 0    | 0    | 0  | 0      | 0      | —    | —    | 4    | 0    |
| 벨레넨스스 | 2009–10   | 20   | 1    | 3    | 0  | 1      | 0      | —    | —    | 24   | 1    |
| 벨레넨스스 | 2010–11   | 18   | 2    | 2    | 0  | 2      | 0      | —    | —    | 22   | 2    |
| 벨레넨스스 | 합계      | 42   | 3    | 5    | 0  | 3      | 0      | —    | —    | 49   | 3    |
| 레이리아   | 2011–12   | 11   | 1    | 1    | 0  | 0      | 0      | —    | —    | 12   | 1    |
| 레이리아   | 합계      | 11   | 1    | 1    | 0  | 0      | 0      | —    | —    | 12   | 1    |
| 벤피카     | 2011–12   | 3    | 0    | 0    | 0  | 1      | 0      | 0    | 0    | 4    | 0    |
| 벤피카     | 2012–13   | 14   | 0    | 5    | 0  | 3      | 0      | 12   | 0    | 34   | 0    |
| 벤피카     | 2013–14   | 10   | 0    | 3    | 0  | 4      | 0      | 8    | 0    | 26   | 0    |
| 벤피카     | 2014–15   | 6    | 0    | 0    | 0  | 0      | 0      | 1    | 0    | 7    | 0    |
| 벤피카     | 합계      | 33   | 0    | 8    | 0  | 8      | 0      | 21   | 0    | 71   | 0    |
| 벤피카 B   | 2012–13   | 6    | 1    | —    | —  | —      | —      | —    | —    | 6    | 1    |
| 벤피카 B   | 2013–14   | 1    | 0    | —    | —  | —      | —      | —    | —    | 1    | 0    |
| 벤피카 B   | 합계      | 7    | 1    | —    | —  | —      | —      | —    | —    | 7    | 1    |
| 경력 합계  | 경력 합계 | 93   | 5    | 14   | 0  | 11     | 0      | 21   | 0    | 139  | 5    |

### 국가대표팀
| 국가대표팀 | 연도 | 출장 | 골 |
| ---------- | ---- | ---- | -- |
| 포르투갈   | 2013 | 2    | 0  |
| 포르투갈   | 2014 | 5    | 0  |
| 합계       | 합계 | 7    | 0  |

## 수상
벤피카
- 프리메이라리가: 2013–14
- 타사 드 포르투갈: 2013–14
- 타사 다 리가: 2011–12, 2013–14
- 수페르타사 칸디두 드 올리베이라: 2014
- UEFA 유로파리그 준우승: 2012–13, 2013–14[11]